# Zawyki (gmina)
Zawyki (ros. Завыковская волость) – dawna gmina wiejska  istniejąca w latach 1861–1954 na Białostocczyźnie. Nazwa gminy pochodzi od wsi Zawyki, lecz siedzibą gminy pod okupacją rosyjską były Bogdanki, a pod administracją polską – Rynki.

## Imperium Rosyjskie (1861–1915)
Gmina zbiorowa Zawyki z siedzibą w Bogdankach powstała w wyniku reformy struktur administracyjnych państwa rosyjskiego w 1861 roku. Była częścią powiatu białostockiego należącego (od 1843) do guberni grodzieńskiej. W 1890 roku gmina Zawyki obejmowała 40 wsi i zamieszkiwało ją 6026 osób.

## I wojna światowa (1915–1919)
Podczas I wojny światowej (1915–1919) gmina wraz z powiatem białostockim należała do okupowanego przez Niemcy Ober-Ostu (w latach 1915–1916 w okręgu Białystok, a 1916–1918 w okręgu Białystok-Grodno) oraz do Królestwa Litwy (1918). W sierpniu 1919 przeszła pod administrację polską.

## II Rzeczpospolita (1919–1939)
Po odrodzeniu państwa polskiego gmina należała do powiatu białostockiego w woj. białostockim.
Według Powszechnego Spisu Ludności z 1921 roku gminę zamieszkiwało 5.081 osób, wśród których 4.182 było wyznania rzymskokatolickiego, 886 prawosławnego, 13 mojżeszowego. Jednocześnie 4.716 mieszkańców zadeklarowało polską przynależność narodową, 344 białoruską, 13 rosyjską a 9 żydowską. Było tu 915 budynków mieszkalnych.
16 października 1933 gminę Zawyki podzielono na 32 gromady: Baranki, Bogdanki, Borowskie Cibory, Borowskie Gziki, Borowskie Michały, Borowskie Olki, Borowskie Skórki, Borowskie Wypychy, Borowskie Żaki, Chodory, Czaczki Małe, Czaczki Wielkie, Czerewki, Doktorce, Dołki, Dorożki, Kowale, Kożany, Leśna, Pańki, Rostołty, Rynki, Rzepniki, Simuny, Średzińskie, Tryczówka, Zajączki, Zaleskie, Zawyki, Zawyki-Ferma, Zimnochy-Susły i Zimnochy-Świechy.

## II wojna światowa (1939–1944)
Podczas II wojny światowej gmina znajdowała się przejściowo poza administracją polską.

## PRL(1944–1954)
Po wojnie gmina należała do powietu białostockiego w woj. białostockim.
W dniu 1 lipca 1952 roku gmina była podzielona na 26 gromad: Baranki, Bogdanki, Borowskie Cibory, Borowskie Gziki, Borowskie Michały, Borowskie Olki, Borowskie Skórki, Borowskie Wypychy, Borowskie Żaki, Chodory, Czaczki Małe, Czaczki Wielkie, Czerewki, Doktorce, Dołki, Dorożki, Kowale, Kożany, Leśna, Pańki, Rostołty, Rynki, Rzepniki, Simuny, Średzińskie, Tryczówka, Zajączki, Zaleskie, Zawyki, Zawyki-Ferma, Zimnochy-Susły i Zimnochy-Świechy.
Gmina została zniesiona 29 września 1954 roku wraz z reformą wprowadzającą gromady w miejsce gmin. 13 listopada 1954 roku dwie trzecie zniesionej gminy (miejscowości przynależące do nowych gromad Rynki, Turośl Dolna i Zawyki) weszły w skład nowo utworzonego powiatu łapskiego, jedna trzecia pozostała przy powiecie białostockim (nowe gromady Dorożki i Simuny, a jedynie Rzepniki (w gromadzie Ryboły) włączono do powiatu bielskiego.
Gminy Zawyki nie przywrócono 1 stycznia 1973 roku po reaktywowaniu gmin, a jej dawny obszar wszedł w skład: gmin Suraż i Turośń Kościelna w powiecie łapskim (dwie trzecie), gminy Juchnowiec Dolny w powiecie białostockim (jedna trzecia) oraz wyjątkowo gminy Zabłudów (sołectwto Rzepniki, które tego samego dnia włączono z powrotem do powiatu białostockiego z powiatu bielskiego).